# ニュース630
ニュース630は、NHK名古屋放送局で1982年4月5日から1988年4月1日まで放送された、ローカルニュース番組。当時は、東海地方でも各県別にローカルニュースを行っており、岐阜と三重では、NHKぎふ630、NHK津630が放送されていた。ただし気象情報のコーナーだけは共通だったほか、1985年頃には既に共通して放送するコーナーも多かった（岐阜は名古屋局同時ネットで津はVTRネット、というようなケースも存在した）。

## 歴代キャスター

### 出演者
| 期間     | 期間      | キャスター | キャスター        |
| -------- | --------- | ---------- | ----------------- |
| 1982.4.5 | 1984.3.30 | （不明）   | （不明）          |
| 1984.4.2 | 1985.3.29 | 名取将     | 伊藤純子          |
| 1985.4.1 | 1986.4.4  | 黒沢典行   | 恵良淳子,片桐美紀 |
| 1986.4.7 | 1987.4.3  | 黒沢典行   | （不明）          |
| 1987.4.6 | 1988.4.1  | 宮川俊二   | （不明）          |

## 主な構成
その日のニュース、特集、各地の話題、フラッシュニュース（夜景をバックに項目）全国の天気（ネット）、東海の天気（3県共通。日本気象協会の職員が担当）。
なお、土日祝は、6:45から各県別ニュースであったが、アナウンサーがシフト制で一人で担当していること以外は、見た目は630とあまり変わらなかった。
| NHK名古屋放送局 平日夕方のローカルニュース | NHK名古屋放送局 平日夕方のローカルニュース | NHK名古屋放送局 平日夕方のローカルニュース |
| 前番組                                     | 番組名                                     | 次番組                                     |
| ------------------------------------------ | ------------------------------------------ | ------------------------------------------ |
| NHK640                                     | ニュース630                                | イブニングネットワーク東海                 |